# Șerbotești
Șerbotești – wieś w Rumunii, w okręgu Vaslui, w gminie Solești. W 2011 roku liczyła 806 mieszkańców.